# Ebrié
La llengua ebrié és una de les llengües nigerocongoleses del grup Àkan parlada pel grup ètnic dels Ebriés de Costa d'Ivori. Amb escriptura llatina i sense dialectes, també s'anomena Cama, Caman, Kyama, Tchaman, Tsama i Tyama. Hi ha entre 75.900 (1988), 136.000 (joshuaproject) i 144.000 ebriés. El seu codi ISO 639-3 és ebr i el seu codi al glottolog és ebri1238.

## Família lingüística i classificació
Segons la classificació lingüística de l'ethnologue, l'ebrié i l'mbato són les dues llengües que conformen el subgrup lingüístic de les llengües potous que són llengües potou-tanos, que formen part de les llengües nyos, que formen part de la família lingüística de les llengües kwa, que formen part de la gran família de les llengües nigerocongoleses. Segons el glottolog, juntament amb el mbato conformen les llengües potous, que formen part de les llengües potou-tanos.

## Geolingüística i pobles veïns
Segons l'ethnologue, el territori ebrié està situat a 57 poblacions dels districtes d'Abidjan i de Lagunes. Concretament, estan situades al Districte d'Abidjan i a la regió de Grans Ponts, a les subprefectures de Dabou i de Bingerville. Segons el peoplegroups aquest territori està centrat a la ciutat d'Abidjan i va des de l'alçada de la ciutat de Dabou, a l'oest fins a l'altura de la ciutat de Grand-Bassam, a l'est.
Segons el mapa lingüístic de Costa d'Ivori de l'ethnologue, els ebriés són veïns dels alladians i dels betis, que viuen al sud, a l'altra ribera de la llacuna Ebrié; amb els mbatos que viuen a l'est, amb els attiés, que viuen al nord i amb els abés i els adioukrous, que viuen a l'oest.

## Sociolingüística, estatus i ús de la llengua
L'ebrié és una llengua desenvolupada (EGIDS 5): Està estandarditzada té literatura i gaudeix d'un ús vigorós per persones de totes les edats i generacions tant en la llar com en societat en tots els àmbits tot i que no és totalment sostenible. L'ebrié és utilitzada com a segona llengua pels attiés i els betis. Els ebriés també parlen el francès, llengua oficial del país. Entre el 50 i el 75% dels ebriés aprenen a l'escola la seva llengua com a segona llengua. Hi ha programes de ràdio en ebrié. L'ebrié s'escriu en alfabet llatí.